# NGC 3816
NGC 3816 este o galaxie lenticulară situată în constelația Leul. A fost descoperită în 9 mai 1864 de către Heinrich Louis d'Arrest. Se află la o distanță de 84 de megaparseci de Pământ.